# Curtis Tomasevicz
Curtis Tomasevicz, né le 17 septembre 1980 à Shelby, est un bobeur américain.

## Palmarès
| Événement/Année | Événement/Année | 2006 | 2007 | 2008 | 2009 | 2010 | 2011 | 2012 | 2013 |
| Jeux olympiques | bob à 2         | -    | -    | -    | -    | 6e   | -    | -    | -    |
| Jeux olympiques | bob à 4         | 6e   | -    | -    | -    | 1er  | -    | -    | -    |
| Champ. monde    | bob à 2         | -    | -    | 10e  | 3e   |      |      |      |      |
| Champ. monde    | bob à 4         | -    | 16e  | 6e   | 1er  |      | 3e   | 1er  | 3e   |
| Champ. monde    | bob mixte       | -    | 2e   | 3e   | 3e   |      |      |      | 1er  |

### Coupe du monde
- 27 podiums  : 
  - en bob à 2 : 3 victoires, 1 deuxième place et 2 troisièmes places.
  - en bob à 4 : 11 victoires, 8 deuxièmes places et 2 troisièmes places.

#### Détails des victoires en Coupe du monde
| Édition   | Bob à 2                  | Bob à 4                                 |
| 2006-2007 | Cortina d'Ampezzo Césane |                                         |
| 2008-2009 |                          | Park City x2                            |
| 2009-2010 |                          | Lake Placid Césane Winterberg           |
| 2010-2011 |                          | Whistler Lake Placid                    |
| 2012-2013 | Park City                |                                         |
| 2013-2014 |                          | Calgary Park City Lake Placid Königssee |